# Christian Konrad Meurer
Christian Konrad Meurer (* 23. November 1958 in Malchow) ist ein deutscher Journalist und freier Autor.

## Leben
Kurz nach seiner Geburt flohen die Eltern mit ihm aus der DDR über Berlin nach Schleswig-Holstein. Nach einer Ausbildung zum Graphik-Designer an der Kunstschule Alsterdamm in Hamburg und einem Studium der Slawistik und Romanistik in Hamburg, Mainz und Moskau veröffentlichte er vorwiegend biographische Darstellungen bekannter oder ehemals bekannter deutscher Prominenter (u. a. des Satirikers Heino Jaeger), von 1990 bis 1993 in der Zeitschrift Kowalski, von 1992 bis 2008 in der Zeitschrift Titanic. Er betreut das Freitags-Kreuzworträtsel der Frankfurter Allgemeinen Zeitung. Meurer lebt in Hohenlockstedt bei Itzehoe in Süd-Holstein.

## Publikationen
- Die Irren, die uns regieren. Deutschlands Politiker – Eine skandalöse Geschichte, München 2013, ISBN 978-3-453-60252-6
- Unser Guido – Worte des Außenministers und Ex-FDP-Vorsitzenden Guido Westerwelle, München 2011, ISBN 978-3-453-60194-9
- Wunderwaffe Witzkanone, Münster 2005, ISBN 978-3-938568-01-9
- Der kluge Kopf beim Wort genommen – 88 Kreuzworträtsel aus der FAZ, München 2003, ISBN 978-3-426-77667-4
- Kreuzworträtsel – 50 neue Kreuzworträtsel aus der FAZ, Frankfurt 1999 ISBN 978-3-458-34287-8